# Eurata plutonica
Eurata plutonica là một loài bướm đêm thuộc phân họ Arctiinae, họ Erebidae.